# Все любят Хьюго
«Все любят Хьюго» (англ. Everybody Loves Hugo) — двенадцатая серия шестого сезона и сто пятнадцатая серия в общем счёте телесериала «Остаться в живых». Центральным персонажем серии стал Хёрли. Название отсылает к серии второго сезона «Все ненавидят Хьюго», где центральным персонажем также был Хёрли. Премьера в США состоялась 13 апреля 2010 года на канале ABC. В России показана на Первом канале 18 апреля 2010 года. В этой серии возвращаются двое умерших персонажей — Майкл и Либби, но Илана погибает.

## Сюжет

### Альтернативная реальность
В альтернативной реальности Хёрли не проклят, а удачлив. Он — известный филантроп и владелец кафе «У Мистера Клакка», которые популярны во всём мире. Ему вручают премию «Человек года». После церемонии мать Хёрли говорит, что назначила ему встречу с дочерью соседей, Розалитой. Ожидая встречу в кафе, Хёрли знакомится с Либби. Она говорит, что откуда-то знает его, но доктор уводит её. Хёрли видит, что на фургоне, куда она села, написано «Психиатрическая лечебница Санта Роза». Позже он встречает Десмонда, который тоже начинает вспоминать жизнь на острове. Через день Хёрли по совету Десмонда посещает лечебницу Санта Розы, где находится Либби. Он узнаёт, что ей можно выходить оттуда, и назначает свидание. Сидя на пляже, они разговаривают и, когда они первый раз целуются, у Хёрли мелькают воспоминания об их жизни с Либби на острове. Хьюго говорит, что кое-что вспоминает. Десмонд смотрит на них издалека, а затем уезжает.
Позже Десмонд преднамеренно сбивает на машине Джона Локка, выходящего из школы.

### 2007 год
На острове Хёрли посещает могилу Либби. Илана говорит, что надо идти. К Хёрли является умерший Майкл и говорит, что он должен всех спасти. Когда Хёрли подходит к группе, Илана говорит, что принесла динамит с Чёрной скалы, она кладёт воду в сумку и, не успев договорить, взрывается. Когда группа опомнилась, все поняли, что их лидера больше нет. Они решают взять ещё динамита, и Хёрли соглашается. Придя на место, Хёрли исчезает и после с криком «Бегите!» выбегает с Чёрной скалы. Та взрывается. Выжившие делятся на две группы: те, кто хотят не дать Человеку в Чёрном покинуть остров, и те, кто верят Хёрли. После Майкл вновь приходит к нему, из их разговора Хёрли узнаёт, что таинственный шёпот — это голоса умерших людей, которые не могут обрести покой. Майкл говорит Хёрли, что сожалеет, что убил Либби.
В это время Человек в Чёрном узнаёт, что Саид нашёл Десмонда. Он отводит последнего к колодцу. После недолгого разговора он скидывает Десмонда. Возвратившись, он видит группу Хёрли, которая пришла поговорить.